# Matthew Dinham
Matthew Dinham (Sydney, 9 april 2000) is een Australische wielrenner die sinds 2023 voor Team dsm-firmenich PostNL uitkomt.

## Carrière
Voor zijn overstap naar de beroepsrenners van Team DSM, was Dinham ook actief als mountainbiker. In zijn eerste jaar bij de beroepsrenners, maakte Dinham meteen zijn debuut in de Ronde van Frankrijk. In het eindklassement behaalde hij een 58e plaats.

## Overwinningen
2022
La Maurienne

## Resultaten in voornaamste wedstrijden
| Jaar | Ronde van Italië | Ronde van Frankrijk | Ronde van Spanje |
| ---- | ---------------- | ------------------- | ---------------- |
| 2023 |                  | 58e                 |                  |
| 2024 |                  |                     |                  |

| Jaar | Milaan-San Remo | Amstel Gold Race | Luik-Bast.‑Luik | Ronde van Lombardije | Waalse Pijl | Clásica San Sebastián |  | WK op de weg |
| ---- | --------------- | ---------------- | --------------- | -------------------- | ----------- | --------------------- |  | ------------ |
| 2023 | 170e            | 27e              | 76e             | 102e                 | 39e         | 47e                   |  | 7e           |
| 2024 |                 |                  | opgave          |                      | opgave      |                       |  |              |

## Ploegen
- 2019 –  St George Continental Cycling Team (per 15-10)
- 2020 –  Team BridgeLane
- 2021 –  Team BridgeLane
- 2022 –  Team BridgeLane
- 2023 –  Team DSM
- 2024 –  Team dsm-firmenich PostNL
- 2025 –  Team dsm-firmenich PostNL

Berwick · Calder · Cameron · Cavanagh · Dinham · Dutton · Gandy · Hubbard · Kennett · Law · Quick · Reardon · Strong · Vink · Wiggins · Zenovich
Andresen · Bardet · Bevin · Bittner · Brenner · Combaud · Dainese · Degenkolb · Dinham · Edmondson · Eekhoff · Hamilton · Heinschke · Hvideberg · Leknessund · Markl · Mayrhofer · Milesi · Naberman · Onley · Poole · Rodenberg · Stork · Tusveld · van Uden · Vandenabeele · Vanhoucke (tot 14/8) · Vermaerke · Welsford
Andresen · Bardet · Barguil · Van den Berg · Bevin · Bittner · Van den Broek · Combaud · Degenkolb · Dinham · Eddy · Edmondson · Eekhoff · Hamilton · Jakobsen · Leemreize · Leijnse · Liepiņš · Märkl · Naberman · Onley · Poole · Roosen · Tusveld · van Uden · Vermaerke · Welten · Koerdt (stagiair)